# Flora Tangutica
Flora Tangutica (abreviado Fl. Tangut.) es un libro con ilustraciones y descripciones botánicas que fue escrito por el botánico ruso Carl Johann Maximowicz y publicado en el año 1889 con el nombre de Flora Tangutica : sive enumeratio plantarum regionis Tangut (AMDO) provinciae Kansu, nec non Tibetiae praesertim orientaliborealis atque tsaidam : ex collectionibus N.M. Przewalski atque G.N. Potanin.